# Julio Cobos
Pour les articles homonymes, voir Cobos.
Julio Cobos est un homme politique argentin, né en 1955 dans la province de Mendoza. Élu vice-président de la Nation aux côtés de Cristina Fernandez de Kirchner, élue présidente, il est également président du Sénat de la Nation de 2007 à 2011, fonction liée à celle de vice-président.
En conflit avec cette dernière, il souhaite être candidat à l'élection présidentielle de 2011 dans le but de succéder à Cristina Fernandez de Kirchner, avant de se désister.
Amado Boudou lui succède le 10 décembre 2011.